# Erebia stygne
Erebia stygne är en fjärilsart som beskrevs av Ferdinand Ochsenheimer 1807. Erebia stygne ingår i släktet Erebia och familjen praktfjärilar. Inga underarter finns listade i Catalogue of Life.